# Nekrolog 1225
Nekrolog
◄◄
| ◄
| 1221
| 1222
| 1223
| 1224
| 1225 | 1226 | 1227 | 1228 | 1229 | ► | ►►
Weitere Ereignisse | Allgemeiner Nekrolog 1225
Die Beschreibung der verstorbenen Person sollte so kurz wie möglich gehalten sein und nur deren signifikante Tätigkeit(en) enthalten.
Neue Namen ggf. auch unter dem Geburts- und Sterbedatum, also etwa unter 1. Januar und im Geburts- und Sterbejahr (2024) eintragen (nur bei entsprechender großer Wichtigkeit). Für Beispiele siehe die schon vorhandenen Artikel.
Außerdem über die fünf zuletzt Verstorbenen, zu denen es einen ausreichend guten Artikel für eine Präsentation auf der Hauptseite gibt, nach der todesbedingten Überarbeitung der Artikel ggf. auch unter Wikipedia Diskussion:Hauptseite informieren und sie am besten auch in den anderen Wikipedia-Sprachversionen eintragen. Tipp: Regelmäßig bei news.google.de nach „ist tot“, „gestorben“ oder „verstorben“ suchen.
Wenn eine Person gestorben ist, gibt es viele Seiten zu dieser Person in der Wikipedia, die davon auch betroffen sind und entsprechend aktualisiert werden müssen. Beispiele: Namenübersichtsseite, Geburtsjahr, Geburtsort-Seiten und viele mehr.
Wie finde ich die betroffenen Seiten?
Im Suchfeld auf der linken Seite gibt man den Suchbegriff so ein: „Vorname Nachname“. Dann klickt man auf Volltext und alle Seiten mit entsprechendem Suchtext werden aufgerufen. Hier sieht man dann schnell, wo auch das Todesjahr Sinn macht oder sogar ein Teil des Artikels angepasst werden muss. Auch hilft das „Werkzeug“ auf der linken Seite sehr gut, um solche Seiten aufzufinden: „Links auf diese Seite“. Somit ist die Wikipedia wieder aktuell in allen Bereichen! Hinweis: bei Eintragung der Kategorie „Gestorben JAHR“ wird der Missbrauchsfilter 49 ausgelöst, was jedoch nicht schlimm ist. Siehe: Spezial:Missbrauchsfilter/49
Dies ist eine Liste von im Jahr 1225 verstorbenen bekannten Persönlichkeiten. Die Einträge erfolgen innerhalb der einzelnen Daten alphabetisch sortiert. Tiere sind im Nekrolog für Tiere zu finden.

## Januar
| Tag       | Name               | Beruf, bekannt als                | Alter | Beleg |
| --------- | ------------------ | --------------------------------- | ----- | ----- |
| 3. Januar | Adolf III.         | Graf von Schauenburg und Holstein |       |       |
| Januar    | Amicia FitzWilliam | anglonormannische Adlige          |       |       |

## Februar
| Tag         | Name                 | Beruf, bekannt als   | Alter | Beleg |
| ----------- | -------------------- | -------------------- | ----- | ----- |
| 22. Februar | Bernard IV.          | Graf von Comminges   |       |       |
| Februar     | Dietrich von Homburg | Bischof von Würzburg |       |       |

## Mai
| Tag    | Name              | Beruf, bekannt als                          | Alter | Beleg |
| ------ | ----------------- | ------------------------------------------- | ----- | ----- |
| 6. Mai | John of Fountains | Abt von Fountains Abbey und Bischof von Ely |       |       |

## Juni
| Tag      | Name                | Beruf, bekannt als                                                                                      | Alter | Beleg |
| -------- | ------------------- | --- | ----- | ----- |
| 5. Juni  | Gérard de Rougemont | römisch-katholischer Geistlicher; Bischof von Lausanne (1220–1221); Erzbischof von Besançon (1221–1225) |       |       |
| 21. Juni | Konrad von Krosigk  | Bischof von Halberstadt                                                                                 |       |       |

## Juli
| Tag      | Name           | Beruf, bekannt als     | Alter | Beleg |
| -------- | -------------- | ---------------------- | ----- | ----- |
| 16. Juli | Ōe no Hiromoto | japanischer Hofadliger |       |       |

## August
| Tag        | Name        | Beruf, bekannt als                                            | Alter | Beleg |
| ---------- | ----------- | ------------------------------------------------------------- | ----- | ----- |
| 16. August | Hōjō Masako | Frau des 1. Kamakura-Shoguns und Mutter des 2. und 3. Shoguns |       |       |

## September
| Tag           | Name            | Beruf, bekannt als                      | Alter | Beleg |
| ------------- | --------------- | --------------------------------------- | ----- | ----- |
| 17. September | Wilhelm VI.     | Markgraf von Montferrat                 |       |       |
| 28. September | Nikolaus II.    | Herr von Gadebusch                      |       |       |
| 29. September | Arnold Amalrich | Abt, Erzbischof und Herzog von Narbonne |       |       |

## Oktober
| Tag         | Name                  | Beruf, bekannt als                                       | Alter | Beleg |
| ----------- | --------------------- | -------------------------------------------------------- | ----- | ----- |
| 2. Oktober  | an-Nāsir li-Dīn Allāh | Abbasidenkalif (1180–1225)                               |       |       |
| 28. Oktober | Jien                  | japanischer buddhistischer Mönch, Lyriker und Historiker | 70    |       |

## November
| Tag         | Name                  | Beruf, bekannt als            | Alter | Beleg |
| ----------- | --------------------- | ----------------------------- | ----- | ----- |
| 7. November | Engelbert I. von Köln | Erzbischof von Köln           |       |       |
| 7. November | Nikolas Arnason       | norwegischer Bischof von Oslo |       |       |

## Datum unbekannt
| Tag | Name                           | Beruf, bekannt als                                                                  | Alter | Beleg |
| --- | ------------------------------ | ----------------------------------------------------------------------------------- | ----- | ----- |
|     | Agnes II.                      | Gräfin von Tonnerre, Auxerre und Nevers                                             |       |       |
|     | Hugh Bigod, 3. Earl of Norfolk | englischer Magnat                                                                   |       |       |
|     | Jebe                           | mongolischer General                                                                |       |       |
|     | Bernard Itier                  | französischer Geistlicher und Chronist                                              |       |       |
|     | Ma Yuan                        | chinesischer Maler                                                                  |       |       |
|     | Radulf von Mérencourt          | Bischof von Sidon, Kanzler von Jerusalem, Patriarch von Jerusalem                   |       |       |
|     | Geoffrey de Neville            | englischer Adliger, Seneschall der Gascogne und King's Chamberlain of the Household |       |       |
|     | Śākyaśrībhadra                 | kaschmirischer Gelehrter des tibetischen Buddhismus                                 |       |       |
|     | Throphu Tshülthrim Sherab      | Übersetzer (Throphu-Kagyü-Schulrichtung) des tibetischen Buddhismus (Vajrayana)     |       |       |
|     | Urso von Salerno               | italienischer Arzt, Philosoph und Autor                                             |       |       |